# BK Ventspils
BK Ventspils je basketbalový klub se sídlem v Ventspils v Lotyšsku. Klub soutěží ve dvou ligách v Lotyšské basketbalové lize a lotyšsko-estonské basketbalové lize.

## Historie
Klub byl založen v roce 1994 a od té doby získal několik titulů. Největší krok pro klub byl rok 1997, kdy se klub přestěhoval do nového stadionu Ventspils Olympic Center. V té době se klub několikrát zúčastnil, různých mezinárodních soutěží Koračova poháru a Saportova poháru. Mezitím se v roce 1998 a 1999 dostali do finále lotyšské basketbalové ligy, kde prohráli, ale v roce 2000 vyhráli a od té doby až do roku 2006 sedmkrát ligu vyhrály.
V roce 2013 vyhrál BK Ventspils jako první lotyšský klub baltskou basketbalovou ligu. Titul v lotyšské basketbalové lize získali ještě třikrát a to v rocích 2009, 2014 a 2018. Klub se účastní nové ligy a to lotyšsko-estonské basketbalové ligy, kde hned v první sezóně vyhrál.

## Úspěchy
- Lotyšská basketbalová liga:
  - : 2000, 2001, 2002, 2003, 2004, 2005, 2006, 2009, 2014, 2018,
  - : 1998, 1999, 2007, 2011, 2012, 2013, 2015, 2017, 2019,
  - : 1996, 2008, 2010, 2016,

- - Lotyšsko-estonská basketbalová liga:
  - : 2019,

- - Baltská basketbalová liga:
  - : 2013,
  - : 2015,
  - : 2007, 2010,

- - FIBA EuroCup Chalenge:
  - : 2003

## Sezóny
| Sezóna  | Liga | Poz. | Baltská basketbalová liga | Poz. | Evropské poháry          | Evropské poháry |
| ------- | ---- | ---- | ------------------------- | ---- | ------------------------ | --------------- |
| 1993–94 | LBL  | 7    |                           |      |                          |                 |
| 1994–95 | LBL  | 6    |                           |      |                          |                 |
| 1995–96 | LBL  | 3    |                           |      |                          |                 |
| 1996–97 | LBL  | 4    |                           |      |                          |                 |
| 1997–98 | LBL  | 2    |                           |      | 2 Korač Cup              | R16             |
| 1998–99 | LBL  | 2    |                           |      | 2 Saporta Cup            | R16             |
| 1999–00 | LBL  | 1    |                           |      | 2 Saporta Cup            | R32             |
| 2000–01 | LBL  | 1    |                           |      |                          |                 |
| 2001–02 | LBL  | 1    |                           |      |                          |                 |
| 2002–03 | LBL  | 1    |                           |      | 3 FIBA EuroCup Challenge | 3               |
| 2003–04 | LBL  | 1    |                           |      | 2 ULEB Cup               | T16             |
| 2004–05 | LBL  | 1    | BBL                       | 4    | 2 ULEB Cup               | QF              |